# Steyr 120
Steyr 120 Super, Steyr 125 Super i Steyr 220 – seria średniej wielkości samochodów osobowych z nadwoziem typu sedan, kabriolet i auto sportowe, produkowanych przez austriacki koncern Steyr-Daimler-Puch w latach 1935–1941. Stanowiły rozwinięcie konstrukcji mniejszego poprzednika – 4-cylindrowego Steyra 100. Wyposażone były w 6-cylindrowe silniki przenoszące napęd na tylne koła za pośrednictwem 4-biegowej skrzyni przekładniowej. Nadwozie w stylu streamline z wyodrębnionymi przednimi reflektorami zostało zaprojektowane przez Karla Jenschkego (1899-1969) i było wytwarzane w zakładach Gläser-Karosserie GmbH w Dreźnie.

## Steyr 120 Super, Steyr 125 Super

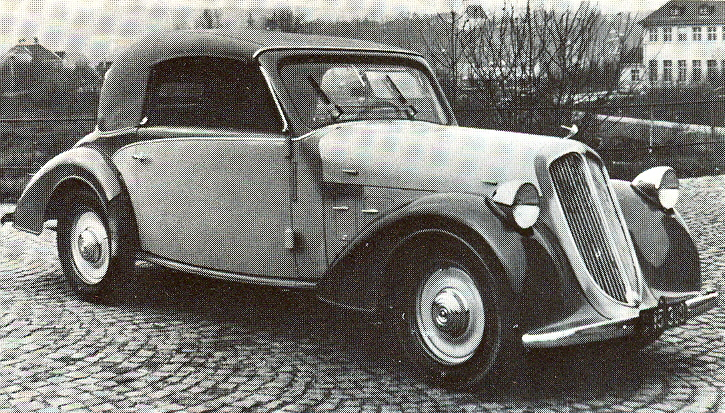
Steyr 120 Super Convertible (1935)

Samochody z serii 120 zostały wyposażone w sześciocylindrowy silnik rzędowy (w przeciwieństwie do czterocylindrowego Steyr 100) z napędem przekazywanym na tylne koła za pośrednictwem czterobiegowej skrzyni manualnej. Przednie zawieszenie było niezależne oparte na poprzecznym resorze, natomiast tylne na 2 oddzielnych resorach. Czterodrzwiowy sedan był wyposażony w tylne drzwi na zawiasach otwierane do tyłu (tzw. drzwi samobójcze), co pozwoliło usunąć słupek pomiędzy drzwiami. W sumie przed 1936 wyprodukowano 1200 egzemplarzy Steyr 120 Super.
Zmiany modelu zostały wprowadzone w 1936, obejmowały większy rozstaw osi i większy silnik. Niemniej jednak moc pozostała na poziomie 50 KM (37 kW). Model był sprzedawany jako Steyr 125 Super, głównie w Niemczech. Samochód był sprzedawany do 1937 roku, wyprodukowano tylko 200 jednostek.

## Steyr 200, Steyr 220
Sukces modelu Steyr 125 był kontynuowany w Steyr 200. Steyr 200 pojawił się 1936 roku z 4-cylindrowym 1,5-litrowym dolnozaworowym silnikiem, który rok później został zastąpiony 2,26-litrowym w modelu Steyr 220. Steyr 220 był wyposażony w sześciocylindrowy silnik o mocy 55 KM. Przednie zawieszenie było niezależne oparte na poprzecznym resorze, natomiast tylne na 2 oddzielnych resorach. Skrzynia biegów miała 4 biegi. Czterodrzwiowa limuzyna ważyła 1250 kg a dwudrzwiowy kabriolet ważył o 10 kg więcej. Na podwoziu Steyr 220 były produkowane dwie wersje kabrioletów.

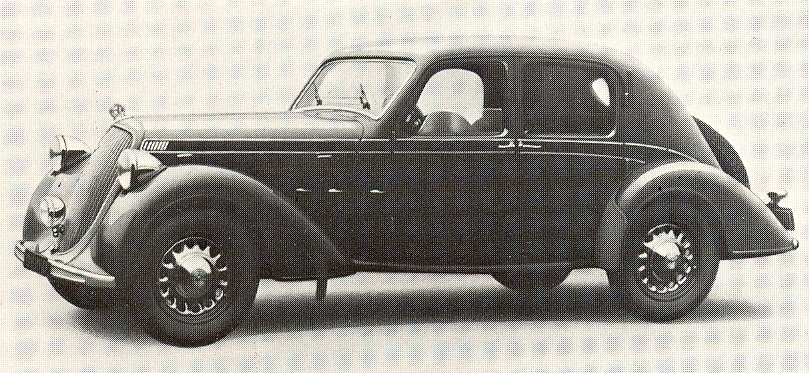
Steyr 220 Sedan (1937)

Standardowa wersja kosztowała 6750 reichsmarek. Drugą, sportową wersję produkowała niemiecka firma Gläser w Dreźnie. W konstrukcji zostawiono tylko podwozie auta, natomiast karoserię, błotniki i osłonę chłodnicy produkowano według własnego wzornictwa. Dzięki temu samochody te były bardziej opływowe, ale też droższe – 6900 reichsmarek. Łącznie wyprodukowano ok. 5900 sześciocylindrowych wersji „120/220”, z tego dwudrzwiowych kabrioletów ok. 1000, natomiast w wykonaniu Gläser zaledwie kilka egzemplarzy.
W czasie II wojny światowej ten model, szczególnie w wersji kabriolet, był przeznaczony przede wszystkim dla wysokich rangą dostojników i oficerów III Rzeszy. Samochód Steyr 220, należący do komendanta obozu Rudolfa Hössa, został użyty do udanej ucieczki z niemieckiego obozu koncentracyjnego Auschwitz-Birkenau, dokonanej 20 czerwca 1942 przez przebranych w mundury SS i uzbrojonych więźniów: Kazimierza Piechowskiego, Stanisława Jastera, Eugeniusza Benderę i Józefa Lemparta. Prowadzone przez Niemców na dużą skalę poszukiwania zbiegów nie odniosły skutku.

## Steyr 220 Gläser Roadster

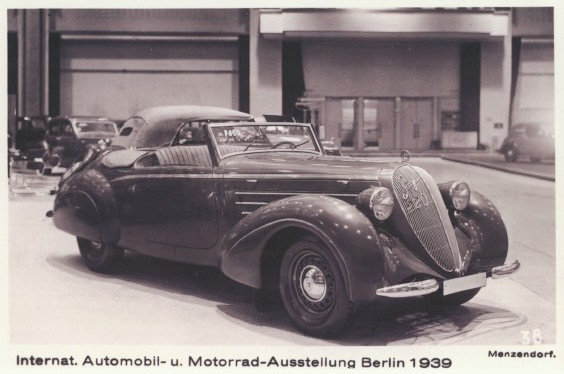
Steyr 220 Gläser Roadster, Berlin Motorshow 1939

Steyr wyprodukował w sumie 5900 modeli serii 220 od roku 1937 do roku 1941, lecz tylko około sześciu egzemplarzy z karoserią Gläser. Wpływ stylu art déco Streamline Moderne na stylistykę samochodu jest oczywisty, szczególnie w opływowej konstrukcji przednich błotników i osłoniętej budowie tylnych błotników. Spadzista, chromowana linia boczna daje wrażenie prędkości nawet gdy Gläser roadster jest zaparkowany. Tylko niektóre z sześciu samochodów przetrwały do dzisiaj, co sprawia, że auto jest rarytasem kolekcjonerskim. W Stanach Zjednoczonych jest tylko jeden egzemplarz, będący własnością prywatnego kolekcjonera. Został uhonorowany w Pebble Beach Concours d’Elegance oraz wygrał Best of Show na Pinehurst Concours d’Elegance.

## Galeria

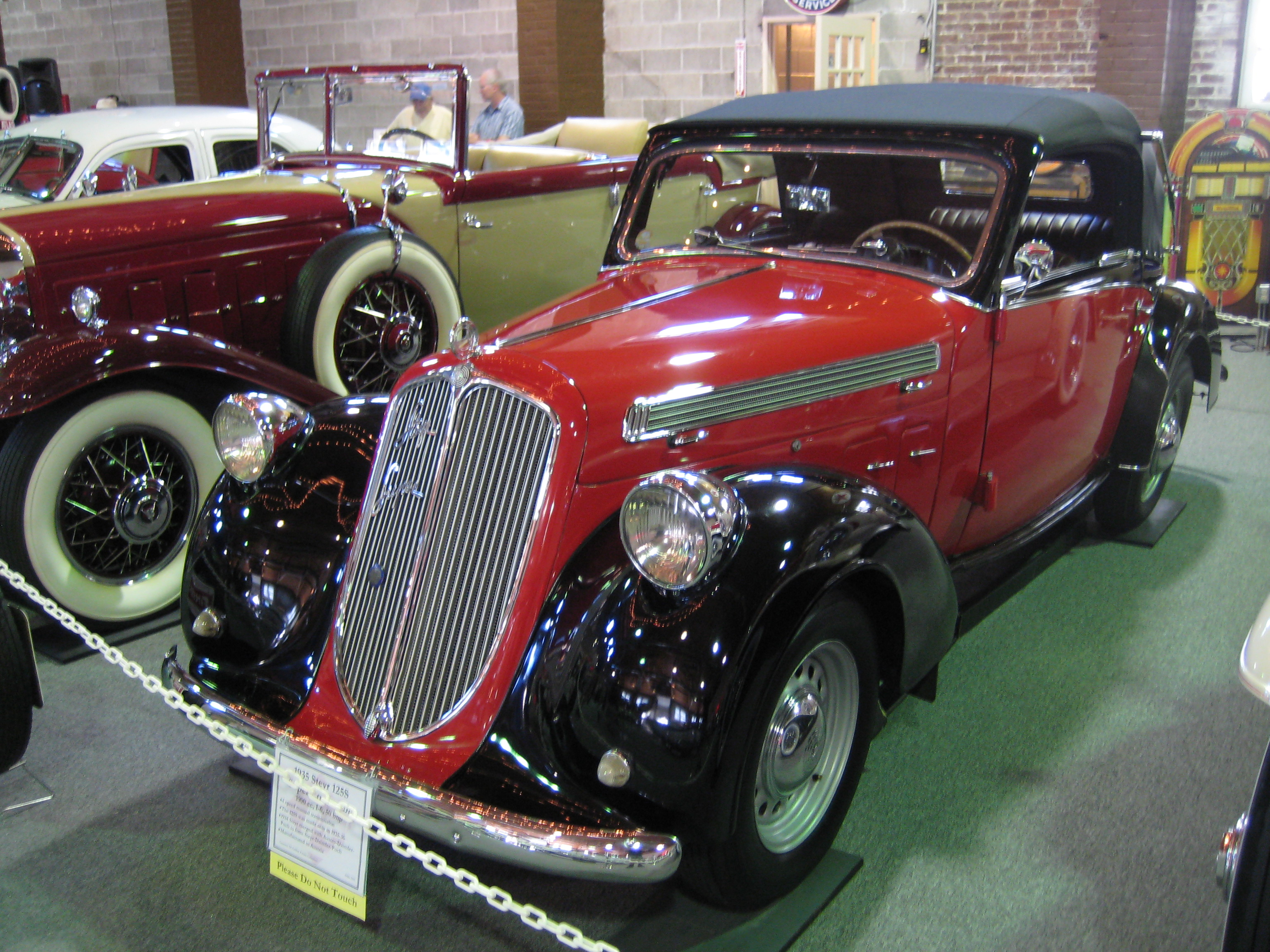
Steyr 125S (1935)
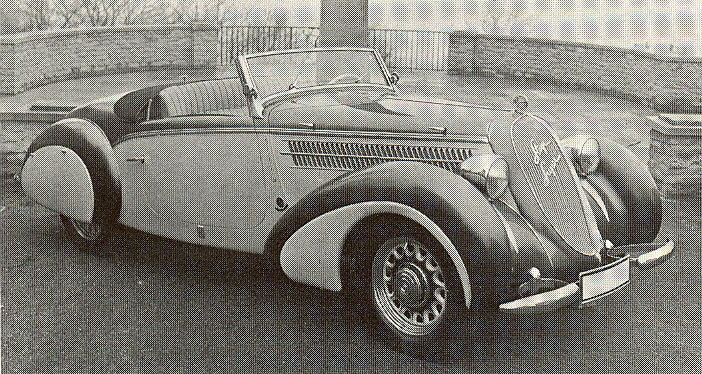
Steyr 125 Super Sport Twoseater (1936)
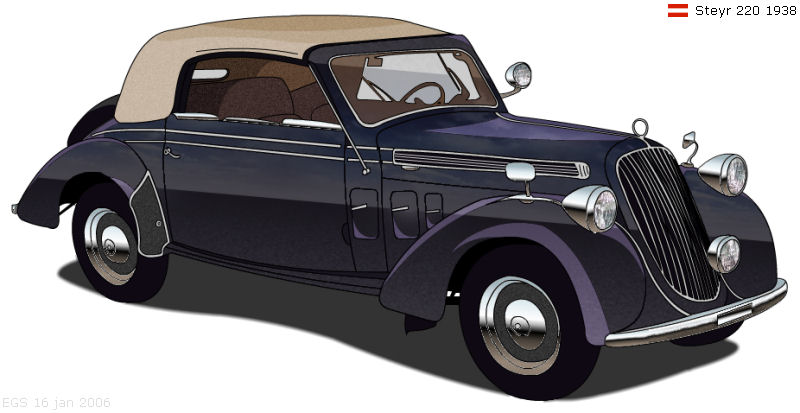
Steyr 220 Convertible (1938)
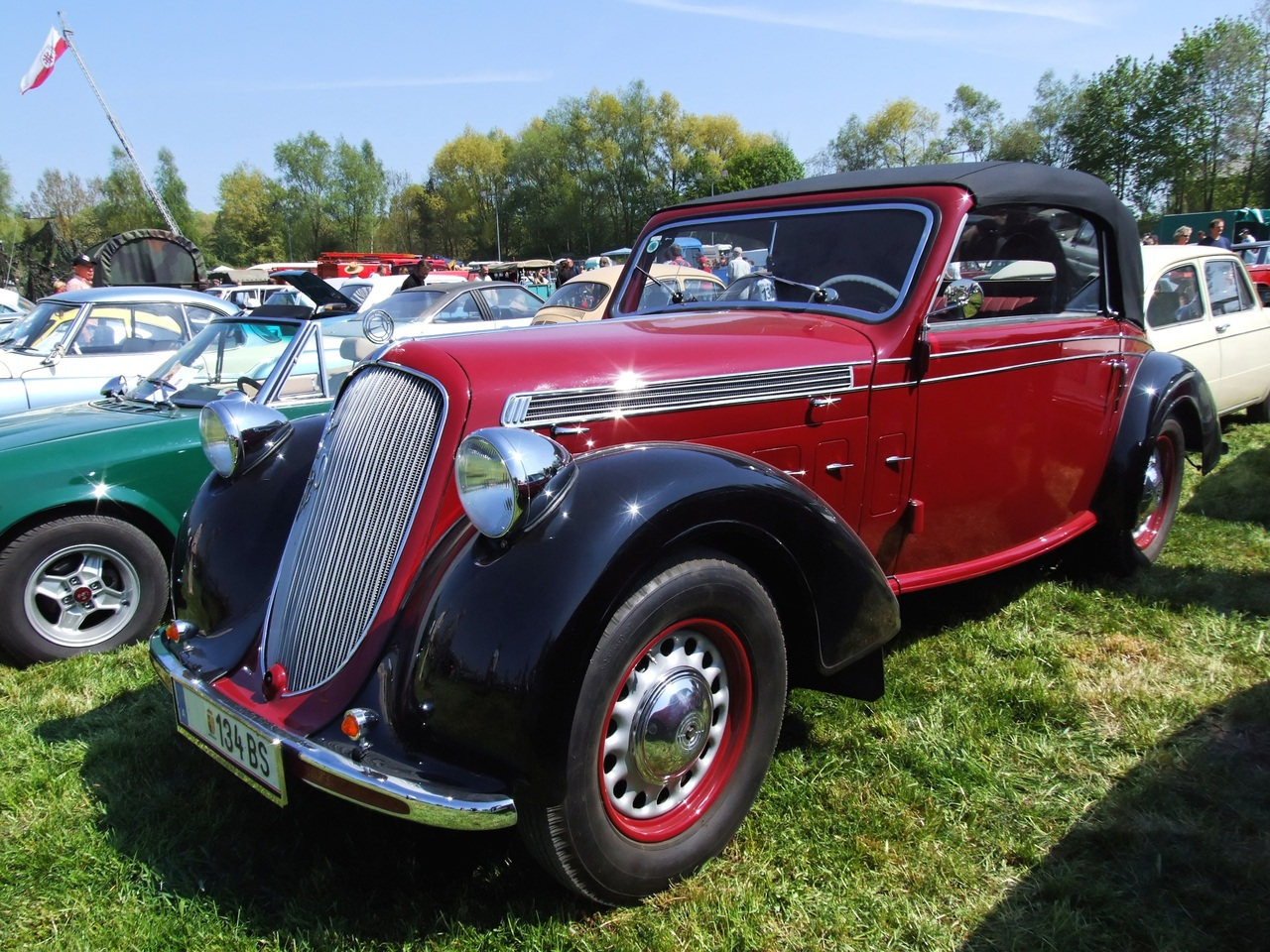
Steyr 220
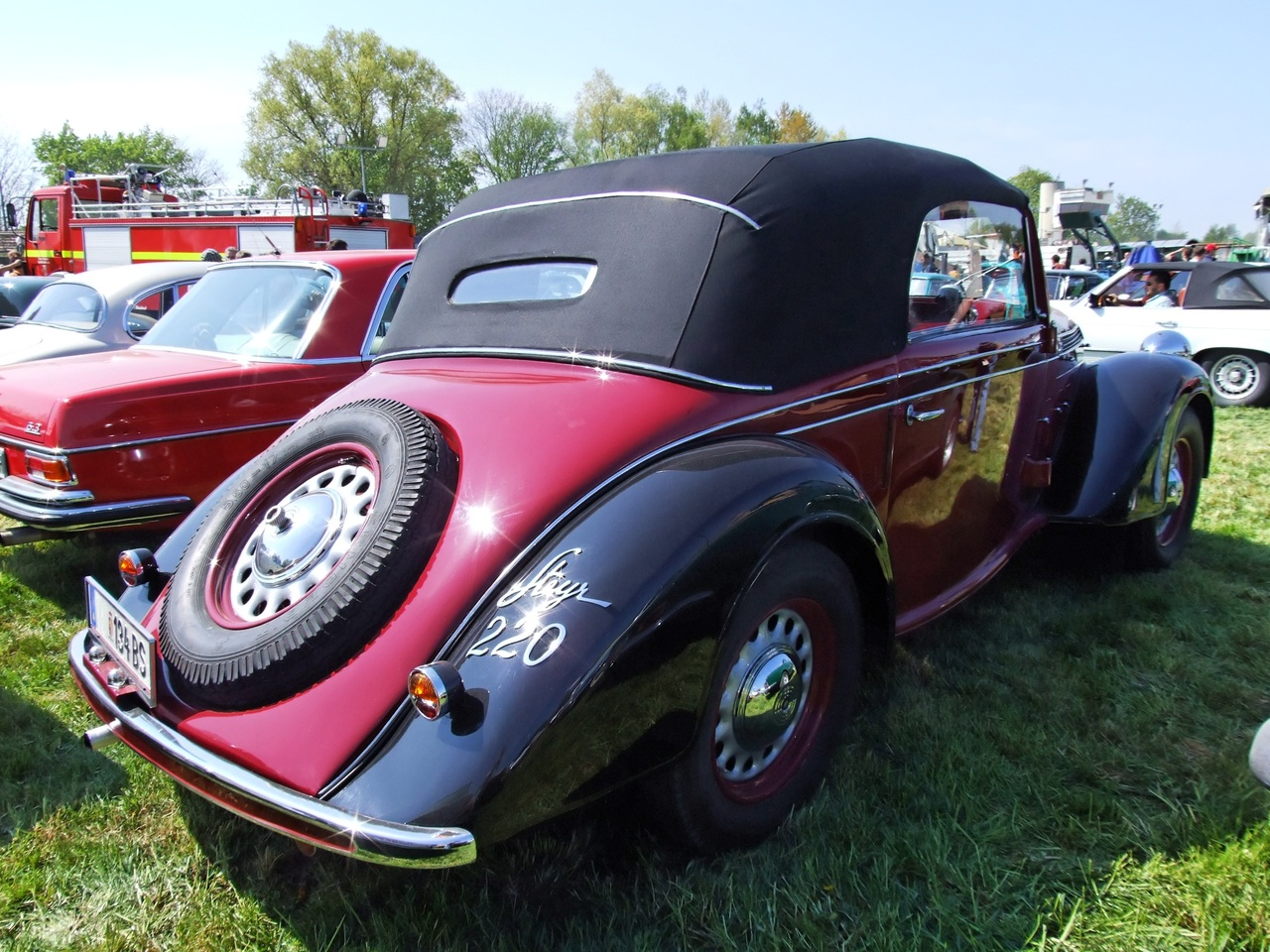
Steyr 220
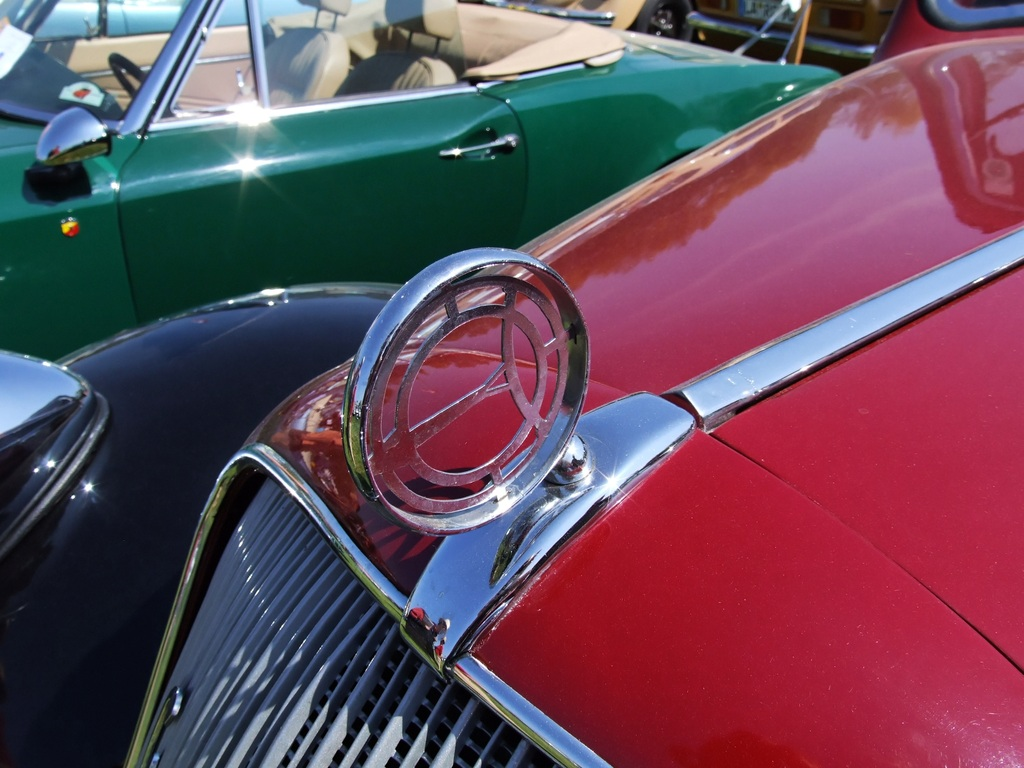
Steyr 220
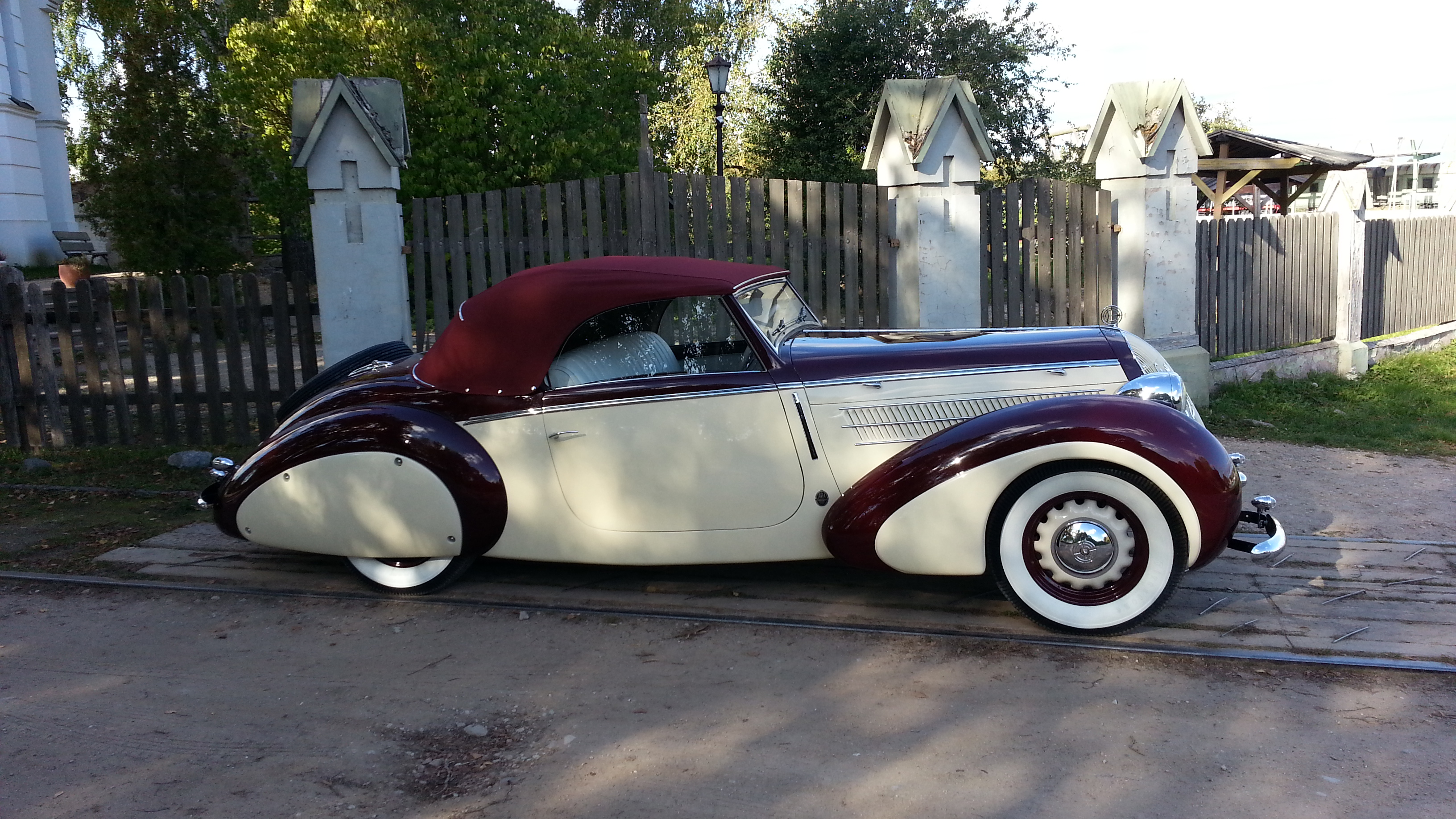
Steyr 220 Gläser Roadster (1939)